# Associations familiales protestantes
Pour les articles homonymes, voir AFP (homonymie).
Les Associations familiales protestantes (AFP) sont des organisations d'entraide qui ont notamment pour but :
- d’organiser dans les milieux protestants une action pro-familiale dans le sens d’une entraide morale et matérielle ;
- de poursuivre la réalisation des réformes indispensables à l’amélioration du sort de la famille ;
- de désigner des délégués dans tous les organismes où l’association a ou aura intérêt à être représentée.

## Présentation
La Fédération nationale des AFP a été désignée en 1945, par ordonnance en date du 3 mars (J.O. du 4 mars 1945) du gouvernement, comme membre fondateur du mouvement familial français, l'Union nationale des associations familiales (UNAF).
En 2016, cette confédération fait partie des sept mouvements familiaux nationaux « à recrutement général », membres de l'UNAF.
La Fédération des AFP a été présidée par Pierre-Patrick Kaltenbach.